# Réserve forestière d'État de Malama Ki
La réserve forestière d'État de Malama Ki, en anglais Malama Ki State Forest Reserve, est une réserve forestière d'État des États-Unis située à Hawaï, sur l'île d'Hawaï, sur le flanc oriental du Kīlauea.